# Cold Cave
Cold Cave — американский экспериментальный синтипоп-проект Уэсли Эйсолда, базирующийся в Нью-Йорке. Эйсолд является лидером коллектива, автором музыки и текстов и отвечает за жанровую направленность группы, периодически сотрудничая с другими музыкантами.

## История
Cold Cave была основана Уэсли Эйсолдом, основателем издательства и лейбла Heartworm Press и бывшим вокалистом нескольких хардкор-групп, таких как American Nightmare (позже сменившие название на Give Up the Ghost), Some Girls и XO Skeletons. Уэс отошёл от привычного стиля к электронной музыке и клавишным инструментам. Хотя Cold Cave позиционируется как сольный проект, Уэс начал сотрудничать с Домиником Ферноу из группы Prurient. Стиль группы сочетает в себе элементы синти-попа, инди-рока, дарквейва и пост-панка.
Первые релизы группы выходили под эгидой лейблов Dais Records, Hospital Productions, What’s Your Rupture? и Heartworm Press, а в данный момент Cold Cave сотрудничают с Matador Records, где 3 ноября 2009 года они повторно выпустили свой дебютный альбом, Love Comes Close.
Cold Cave оказались в числе групп, выбранных Мэттом Грейнингом для выступления на фестивале All Tomorrow’s Parties в Майнхед, Великобритания, в мае 2010 года.

## Дискография

### Студийные альбомы
| Год  | Информация                                                                                                  |
| ---- | --- |
| 2009 | Love Comes Close - 2009 (CD) - Лейблы: Heartworm Press, Matador Records (переиздание) - Форматы: CD, 12" LP |
| 2011 | Cherish The Light Years - Релиз: 2011 - Лейблы: Matador Records - Форматы: CD, 12" LP                       |

### Синглы
| Год  | Сингл                              | Альбом                  |
| ---- | ---------------------------------- | ----------------------- |
| 2008 | «Coma Potion»                      |                         |
| 2008 | «The Trees Grew Emotions And Died» | Love Comes Close        |
| 2008 | «Painted Nails»                    |                         |
| 2009 | «Easel and Ruby»                   |                         |
| 2009 | «The Laurels of Erotomania»        | Love Comes Close        |
| 2009 | «Death Comes Close»                |                         |
| 2010 | «Life Magazine»                    | Love Comes Close        |
| 2011 | «The Great Pan Is Dead»            | Cherish the Light Years |

### Другие релизы
- Electronic Dreams (2009, EP, кассета, Heartworm Press/What’s Your Rupture?)
- Cremations (2009, сборник, Hospital Productions)
- Prurient Split — Stars Explode (2009, EP, кассета/12", Hospital Productions)
- New Morale Leadership (2010, EP, кассета, Hospital Productions)